# ハインツ・ウンガー
ハインツ・ウンガー（Heinz Unger, 1895年12月14日 - 1965年2月25日）は、ドイツ出身のカナダの指揮者。本名はハインリヒ・ウンガー(Heinrich Unger)。

## 人物・来歴
ベルリン生まれ。法学者になるべく勉学に励んでいたが、1915年にミュンヘンでブルーノ・ワルターの演奏するグスタフ・マーラーの《大地の歌》を聴き、マーラーの擁護者となった。
その後、1917年にプロイセンの音楽師範学校でヴィルヘルム・クラッテ、テオドール・シェーンベルガー、エドゥアルド・メーリケらに師事し、フリッツ・シュティードリーからも教えを受けた。
卒業後、アマチュアのオーケストラを振ってベートーヴェンの交響曲第5番《運命》を振ってデビューを飾り、1920年から翌年にかけてのベルリン・フィルハーモニー管弦楽団のマーラー・コンサートで、マーラーの交響曲第1番や《大地の歌》を振ってプロ・デビューし、1923年から1931年までベルリン・フィルハーモニー管弦楽団の主宰する楽友協会コンサートを指揮した。この間に、ドイツ各地にとどまらず、ウィーンやオスロ、旧ソ連の各都市を回り、各都市のオーケストラへの客演を重ねている。
1933年にはロンドンに移住し、ノーザン・フィルハーモニーの指揮者を1947年まで務め、その間にロンドン・フィルハーモニー管弦楽団を含むイギリスの主要オーケストラに度々客演した。
1937年にカナダのトロント交響楽団に客演したことが機になってカナダとのコネクションが生まれ、1948年にはカナダに移住することとなった。
カナダへの移住後、暫くトロントで開かれるプロムナード・コンサートの指揮者を務め、アマチュアのオーケストラ団体を創設して演奏活動を展開した。1952年からCBC交響楽団に度々客演し、1953にはヨークにコンサート協会を設立した。これらの活動を通して、カナダにアントン・ブルックナーやリヒャルト・シュトラウス、マーラーやアルノルト・シェーンベルクらの音楽を積極的に紹介した。
1963年ごろから病気がちになり、1965年に心臓発作を起こしてトロントのウィローデールで亡くなった。